# Melissa Lawley
Melissa Lawley (Kidderminster, 28 aprile 1994) è una calciatrice inglese, attaccante dell'Everton.
In carriera ha giocato quattro stagioni con il Birmingham City vincendo una FA Women's Cup al termine del torneo 2011-2012 e, grazie ai risultati ottenuti in campionato dalla squadra, partecipando due volte alla UEFA Women's Champions League, nelle edizioni 2012-2013 e 2013-2014, arrivando con quest'ultima alla semifinale persa con le svedesi del Tyresö FF.
Con la maglia della formazione inglese Under-19 ha giocato la finale dell'Europeo di Galles 2013, persa nei confronti delle avversarie della Francia, e grazie a questo risultato ha partecipato al Mondiale under 20 di Canada 2014.

## Palmarès

### Club
- Women's FA Cup: 2

Manchester City: 2016-2017, 2018-2019
- FA Women's League Cup: 1

Manchester City: 2018-2019